# Huta (Szydłowiec)
Pour les articles homonymes, voir Huta.
Huta [ˈxuta] est un village polonais de la gmina de Chlewiska, du powiat de Szydłowiec et dans la voïvodie de Mazovie dans le centre-est de la Pologne.
Il est situé à environ 4 kilomètres au sud-ouest de Chlewiska, 9 kilomètres à l'ouest de Szydłowiec et à 113 kilomètres au sud de Varsovie.
Sa population compte 185 habitants en 2008.